# Carlotta Gilli
Pour les articles homonymes, voir Gilli.
Carlotta Gilli, née le 13 janvier 2001 à Turin, est une nageuse handisport italienne concourant en catégorie S13 pour les athlètes malvoyants. Elle possède quatre titres olympiques (2021, 2024), neuf titres mondiaux (2017, 2019) et huit titres européens (2018, 2020).
Carlotta Gilli est atteinte de la maladie de Stargardt.

## Palmarès

### Jeux paralympiques
| Discipline / Année | Tokyo 2020 | Paris 2024 |
| 50 m nage libre    | Bronze     |            |
| 400 m nage libre   | Argent     | Argent     |
| 100 m papillon     | Or         | Or         |
| 100 m dos          | Argent     | Bronze     |
| 200 m 4 nages      | Or         | Or         |

### Championnats du monde
| Discipline / Année          | Mexico 2017 | Londres 2019 |
| 50 m nage libre S13         | Or          | Or           |
| 100 m nage libre S13        | Or          | Or           |
| 400 m nage libre S13        | Argent      | Bronze       |
| 100 m dos S13               | Or          | Argent       |
| 100 m papillon S13          | Or          | Argent       |
| 200 m 4 nages SM13          | Or          | Or           |
| Relais 4 × 100 m nage libre | Bronze      | 5e           |

### Championnats d'Europe
| Discipline / Année   | Dublin 2018 | Funchal 2021 |
| 50 m nage libre S13  | Or          | Argent       |
| 100 m nage libre S13 | Or          | Or           |
| 400 m nage libre S13 | —           | Argent       |
| 100 m dos S13        | Or          | Or           |
| 100 m papillon S13   | —           | Or           |
| 200 m 4 nages SM13   | Or          | Or           |